# Picture the End
Picture the End war eine australische Metalcore-Band aus Melbourne, die 2004 gegründet wurde und sich 2009 auflöste.

## Geschichte
Die Band wurde im Jahr 2004 gegründet. Im folgenden Jahr erschien über Sightline Records ein erstes Demo, woraufhin Darren Cherry von Stomp Records auf die Band aufmerksam wurde und diese unter Vertrag nahm. Hierüber erschien Anfang 2007 das Debütalbum They Swarmed Like Locusts. Später im Jahr sprang Rob Allen für den Bassisten Clint Patzel für Auftritte zusammen mit Job for a Cowboy ein. Im November spielte Picture the End als Vorband in Melbourne für The Black Dahlia Murder und Cephalic Carnage, ehe es auf eine nationale Tour zusammen mit The Jonestown Syndicate ging. 2008 verließ der Gitarrist Jon Green die Besetzung und trat The Red Shore bei. Im selben Jahr begannen die Aufnahmen zum zweiten Album. Im September spielte die Band zusammen mit Testament, im Oktober mit Carcass. Im Dezember verließ der andere Gitarrist Stu Callinan die Band. Anfang 2009 kamen die Gitarristen Cam Wilson und Drew Hilton als Ersatz hinzu. Danach löste sich die Band auf. In ihrer Karriere trat die Band auch unter anderem zusammen mit Obituary, Darkest Hour, On Broken Wings, Throwdown, Comeback Kid, Parkway Drive, Carpathian, Her Nightmare und Miles Away auf.

## Stil
Brian Giffin schrieb in seiner Encyclopedia of Australian Heavy Metal, dass die Band groove-orientierten, modernen und technisch leicht anspruchsvollen Metalcore spielt. Im Interview mit Justin Donnelly von themetalforge.com gab Rob Taylor an, dass auf dem Album Samples aus Filmen wie Predator und Dark Angel verwendet wurden. Er selbst bezeichnete Picture the End als Metal-Band, mit vereinzelten Metalcore- und Hardcore-Punk-Klängen. Privat würden die Mitglieder viel Hardcore Punk hören, jedoch gehöre die Band nicht zur Metalcore-Szene. Einflüsse seien unter anderem Madball, Turmoil, Hatebreed, Pantera, Guns n’ Roses und Iron Maiden. Simon Milburn, ebenfalls bei themetalforge.com tätig, schrieb in seiner Rezension zu They Swarmed Like Locusts, dass das Lied Death, Wrath and Judgement stark durch Riffs, Breakdowns und fehlende Struktur geprägt ist. Das folgende 8/24 Off 16 Overs lasse sich von dem vorherigen Lied kaum unterscheiden und weise Akkorde im Stil von Poison the Well auf. Das anschließende They've Got Their Magnums. I've Got My Magnums. We're Gonna Shoot This One Out biete zwar ein paar melodische Passagen, die jedoch in generischem Metalcore untergehen würden. Das Titellied und Let's Get Metal seien einprägsam, gut strukturiert und dynamisch, während in Fuel for the Underground Death-Metal-Spuren zu finden seien. In The Executioner und For the Abbots hörte er Gemeinsamkeiten zu Unearth heraus, ehe das Album mit dem für ihn sinnlosen, jedoch kurzen, Your Face on the Dartboard ende.

## Diskografie
- 2005: Promo (Demo, Sightline Records)
- 2007: They Swarmed Like Locusts (Album, Stomp Records)